# Serón
Serón ist eine spanische Gemeinde in der Comarca Valle del Almanzora der Provinz Almería in der Autonomen Gemeinschaft Andalusien. Die Bevölkerung von Serón bestand im Jahr 2024 aus 2.133 Einwohnern.

## Geografie
Die Gemeinde grenzt an Alcóntar, Bacares, Bayarque, Caniles, Cúllar, Gérgal und Tíjola. Die Gemeinde liegt am Oberlauf des Flusses Almanzora.

## Geschichte
Der Ort entstand möglicherweise in der Zeit der Iberer und wurde unter den Mauren ausgebaut und eine Burg wurde errichtet. Der Ort wurde 1489 von den Katholischen Königen erobert und viel unter christliche Herrschaft. 1569 wurden alle Männer in Serón bei dem Moriskenaufstand getötet und die Frauen und Kinder wurden verschleppt. Nach der Niederschlagung des Aufstands wurden die Morisken vertrieben und der Ort von Siedlern aus anderen Teilen Spaniens neu bevölkert. Im 19. Jahrhundert wurden Vorkommen von Eisen und Salpeter entdeckt und Serón wurde eine Bergbaustadt. Der Bergbau endete 1968 und der Arbeitsplatzverlust führte zu einem Bevölkerungsverlust.

## Sehenswürdigkeiten

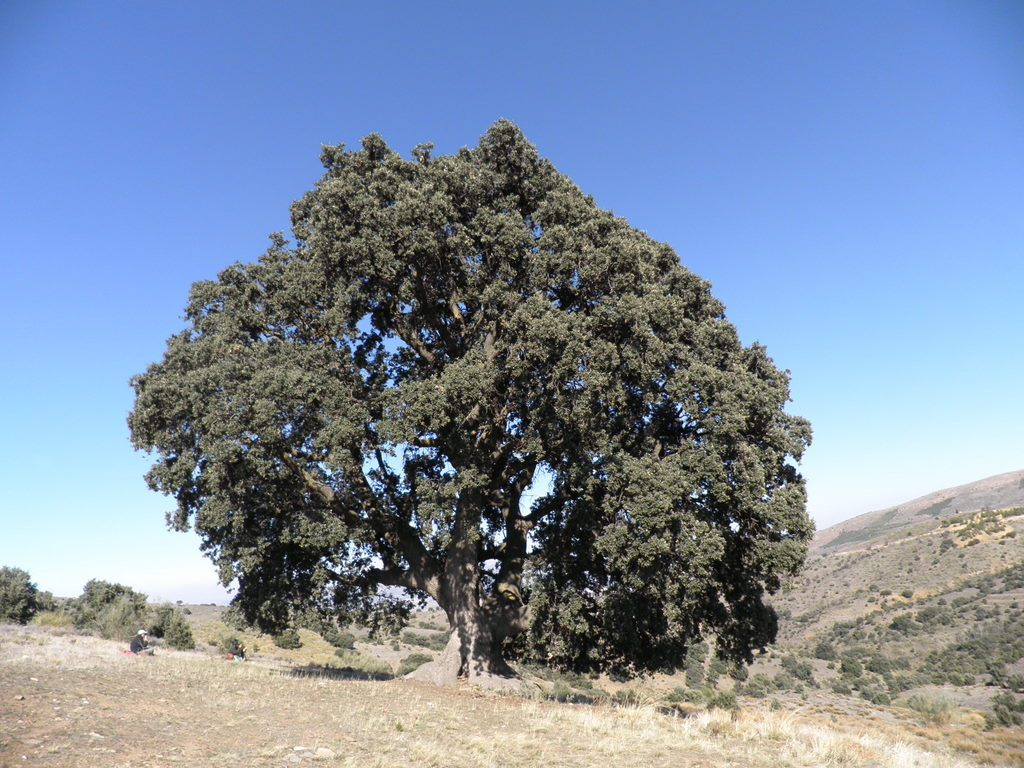
Steineiche

- Naturdenkmal „Encina de la Peana“ – Steineiche
- Nasridenburg aus dem 13. Jahrhundert
- Kirche La Anunciación